# Westendorf (Allgäu)
Westendorf é um município da Alemanha, situado no distrito da Algóvia Oriental, no estado da Baviera. Tem 11,93 km² de área, e sua população em 2019 foi estimada em 1 826 habitantes.